# Štefan Jutka
Štefan Jutka [štěfan] (* 10. prosince 1947 Bartošovce) je bývalý slovenský fotbalový obránce.
Oba jeho starší bratři – Václav (1939–2010) a Jaroslav (* 1941) – byli rovněž prvoligovými fotbalisty.

## Hráčská kariéra
V československé lize hrál za VSS Košice a Duklu Banská Bystrica, celkem nastoupil ve 301 utkání a dal 6 gólů. Dvakrát vyhrál Slovenský pohár (1972/73 a 1979/80), jednou byl finalistou Československého poháru (1972/73).

### Evropské poháry
V Poháru UEFA nastoupil ve 4 utkáních, branku v nich nevstřelil (1971/72: 2 / 0, 1973/74: 2 / 0).

### Reprezentace
Za dorosteneckou reprezentaci nastoupil v 5 utkáních a za olympijskou reprezentaci nastoupil v 1 utkání.

### Prvoligová bilance
| Ročník                                   | Zápasy | Góly | Minuty | Klub                  |
| ---------------------------------------- | ------ | ---- | ------ | --------------------- |
| 1. československá fotbalová liga 1964/65 | 10     | 0    | 900    | VSS Košice            |
| 1. československá fotbalová liga 1965/66 | 22     | 0    | 1 980  | VSS Košice            |
| 1. československá fotbalová liga 1966/67 | 11     | 0    | 738    | VSS Košice            |
| 1. československá fotbalová liga 1967/68 | 24     | 1    | 2 143  | VSS Košice            |
| 1. československá fotbalová liga 1968/69 | 20     | 0    | 1 739  | Dukla Banská Bystrica |
| 1. československá fotbalová liga 1970/71 | 29     | 0    | 2 573  | VSS Košice            |
| 1. československá fotbalová liga 1971/72 | 30     | 2    | 2 700  | VSS Košice            |
| 1. československá fotbalová liga 1972/73 | 25     | 0    | 2 224  | VSS Košice            |
| 1. československá fotbalová liga 1973/74 | 30     | 3    | 2 700  | VSS Košice            |
| 1. československá fotbalová liga 1974/75 | 27     | 0    | 2 385  | VSS Košice            |
| 1. československá fotbalová liga 1975/76 | 27     | 0    | 2 385  | VSS Košice            |
| 1. československá fotbalová liga 1976/77 | 13     | 0    | 1 110  | VSS Košice            |
| 1. československá fotbalová liga 1978/79 | 20     | 0    | 1 365  | VSS Košice            |
| 1. československá fotbalová liga 1979/80 | 12     | 0    | 846    | ZŤS Košice            |
| 1. československá fotbalová liga 1980/81 | 1      | 0    | 21     | ZŤS Košice            |
| CELKEM                                   | 301    | 6    | 25 809 |                       |